# Рутульцы
Руту́льцы, или руту́лы (самоназвание — рут. мыха́Iбыр / mıxaӀbır) — один из лезгинских народов, проживающий на юго-западе Дагестана (Россия) и на севере Азербайджана. Происходят от жителей Кавказской Албании и являются одним из коренных народов региона. Называются в честь села Рутул в нынешнем Рутульском районе Дагестана. Общая численность оценивается примерно в 55 тысяч человек. Национальный язык — рутульский (письменность на основе кириллицы и латиницы), также распространены русский и азербайджанский языки. Религия — ислам суннитского толка.

## Этимология

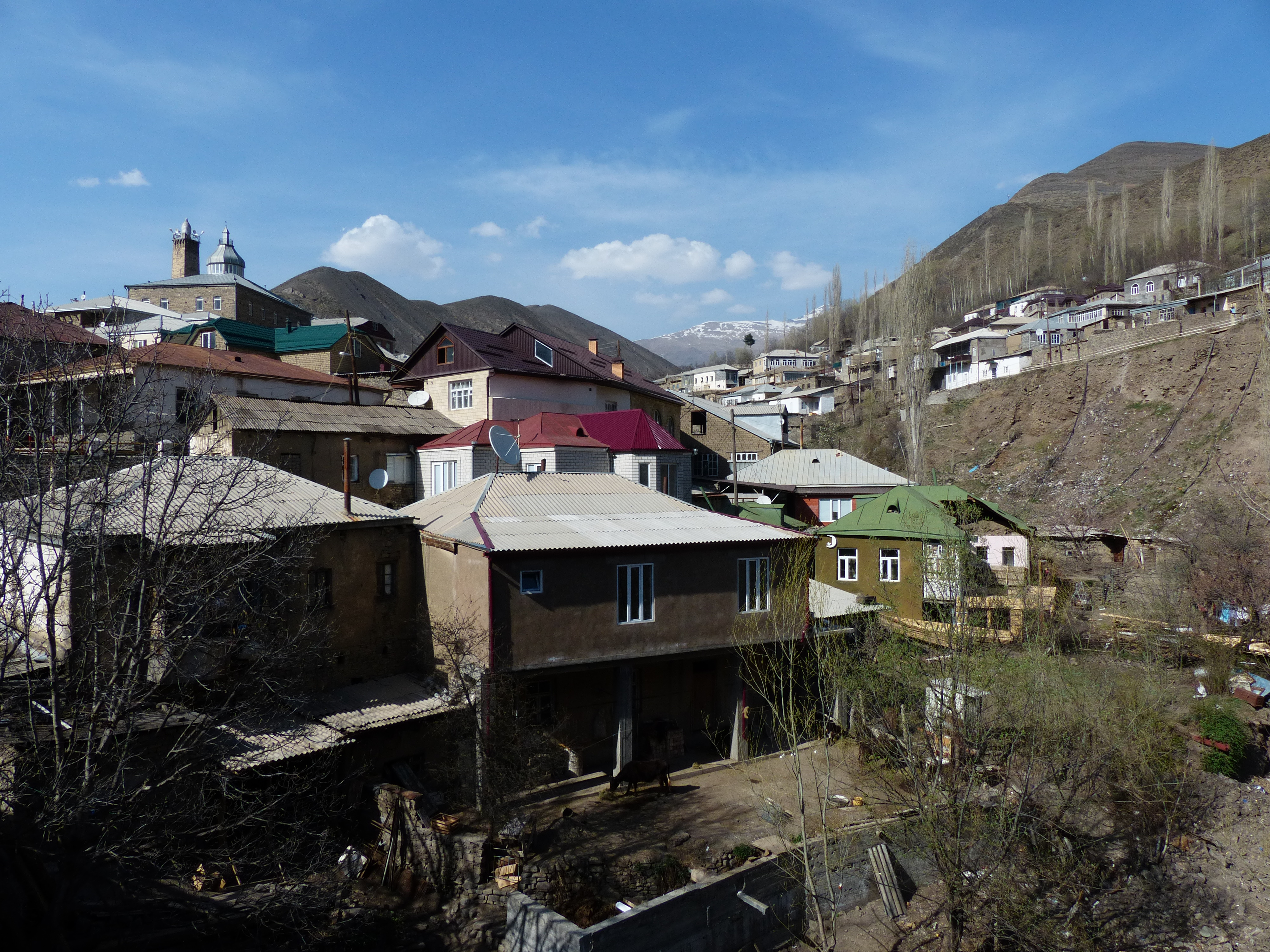
Селение Рутул

Этноним рутулы связан с наименованием селения Рутул, наиболее многочисленного рутульского села. Происхождение этого термина остаётся до сих пор невыясненным. Подобный термин (название) отсутствует в топонимике и лексиконе самих рутулов и соседних народов, и по мнению историка Мусаева Г. М. является привнесённым. Известными источниками, упоминающими слово рутул, являются эпическое произведение Вергилия «Энеида» и поэма Намациана «О возвращении своём из Рима в Галию».
Термин Рутул, как одно из названий селения Мыхӏа, известен с XV века. По одной из версий название было дано арабами во время завоевания Дагестана. Оно встречается в эпиграфических памятниках (цахурская надпись о нашествии турок и рутульского войска на Цахур в 1432 г.), в официальных документах (родословная рутульских беков; письмо шамхала от 1598 года, в котором среди союзных ему войск упомянута «рутульская рать»), а также в персидских и турецких грамотах, датированных рутульскими беками.
По-рутульски село Рутул называется Мыхӏа, а сами себя его жители называют мыхӏадабыр.

## Самоидентификация
В досоветском Дагестане не было идеи национальности или этнической общности; их место занимали атомарные политические общности полисного типа, объединявшиеся в союзы или конфедерации. Складывание дагестанских народов происходило в советский период в рамках принятых в СССР понятий «нация» и «народность». К концу советского периода в Дагестане установилась официальная номенклатура из 14 национальностей, в которую рутульцы были включены как одна из национальностей. В. А. Тишков и Э. Ф. Кисриев считают, что это был компромиссом московских специалистов с дагестанскими, учитывающий принятую в Дагестане номенклатуру этнических групп.
Л. И. Лавров, описывая быт рутульцев в середине 1950-х гг, писал что в разговоре между собой и при общении с ближайшими соседями (цахурами, лезгинами), они обычно идентифицируют себя по названиям своих сёл. При общении с людьми, которые не слышали названия рутульских селений, чаще называют себя «лезгинами».. В последней советской переписи на момент составления работы Лаврова, рутульцы искусственно были отнесены к лезгинам, несмотря на то что до 1939 года и после 1959 года рутульцы указывались корректно, как отдельный этнос. Лавров обращал внимание на противоречия в официальной этнической классификации рутульцев. В период, когда он проводил свои исследования, рутульцы формально относились к лезгинам, что отражалось, в том числе, в их паспортных данных. Это произошло в результате изменения методологии советских переписей населения: в переписи 1939 года рутульцы были включены в состав лезгин, тогда как до этого (например, в переписи 1926 года), а также позднее (в переписи 1959 года), они фиксировались как отдельный этнос — рутульцы. Как писал Лавров: «В официальных документах их чаще всего также называют лезгинами, как они и числятся по паспортам. Но потребность в более точном определении населения, говорящего в быту на своем особом языке, иногда заставляет и официальные документы выделять рутульцев в особую этническую группу. Так выделяли рутульцев Всесоюзные переписи населения 1926 г. и 1959 г.»

## Этногенез
Существует несколько версий относительно происхождения рутулов. Согласно одной из них, их предками были гаргары. В других исследованиях в качестве предков указываются албаны, гелы или леги.
В античных гаргарейцах Г. Х. Ибрагимов видит рутульцев и цахуров. Он полагает, что «вполне уместно также увязать этнонимы га-зал-ар (так цахурцы называют рутульцев) и гаргар (<гар-гар>) „народность“ как понятия этимологически общего плана».
По мнению Р. М. Магомедова, упоминаемые армянским географом VII века народ «хеноки» это рутульцы, но аргументы в подтверждение своей гипотезы он не приводит, и, с точки зрения Л. И. Лаврова, данное предположение кажется сомнительным.
По мнению Ихилова, до XV века рутульцы и цахуры ещё не выделялись из лезгинской этнической среды и продолжали считаться одним народом, хотя у них и складывались свои языки и особенности быта и культуры.

## История
Рутульцы, как и другие народности лезгинской группы, в этнокультурном отношении близки другим народам Дагестана. Предки этих народностей исторически входили в состав многоплемённого государственного объединения — Кавказской Албании, и были известны под общим именем «леков», «албанов» и «лезгинов».

### Неолит
Археологи ДНЦ РАН провели исследование поселения Уна с целью подтверждения существования штольни, использовавшейся для добычи медьсодержащей руды. Результаты химического анализа образцов, взятых из штольни, показали высокие концентрации меди, железа, хрома и никеля. В ходе исследования также были изучены руины поселения: крепость на холме, оборонительные сооружения крепости и лестничная дорога ведущая к ней, два участка с древними кладбищами, надмогильные сооружения. Археологические данные указывают, что возраст поселения Уна составляет более 7000 лет. Это единственная известная в Дагестане штольня, откуда осуществлялась добыча меди.

### Античность
Ранняя история рутульцев связана с государством Кавказская Албания, образовавшимся в конце II — середине I веков до н. э. (по другим данным в IV веке до н. э.), куда входили предки народов Южного Дагестана. В середине I тысячелетия до н. э. в восточном Закавказье складывается албанский племенной союз, объединивший 26 племён, говоривших на различных языках лезгинской ветви нахско-дагестанской семьи. К ним относились албаны, гаргары, гелы, леги, утии и другие.

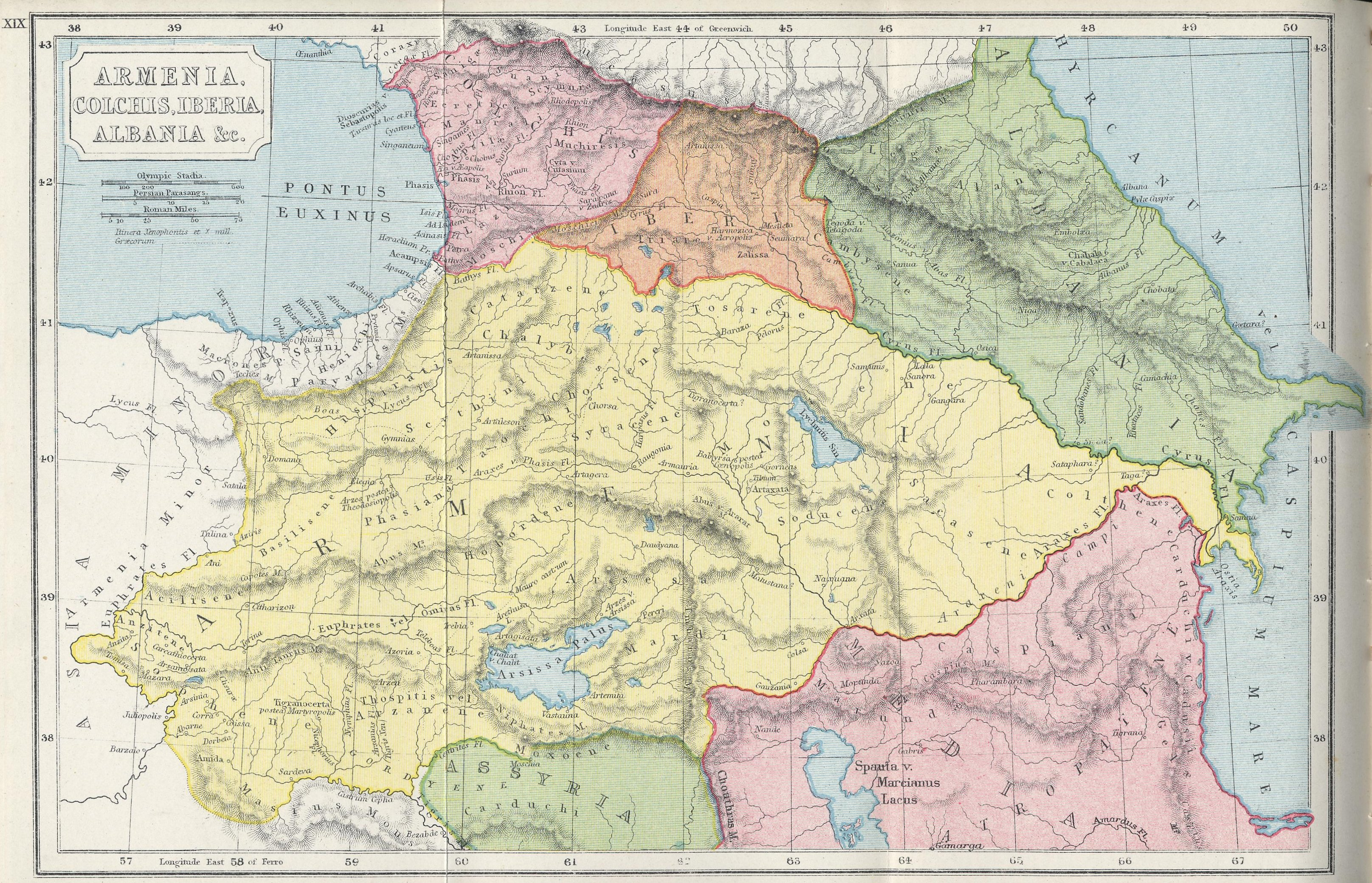
Кавказская Албания (зелёным) в начале н. э. Из «Атласа классической и античной географии» Сэмюэля Батлера, XIX век

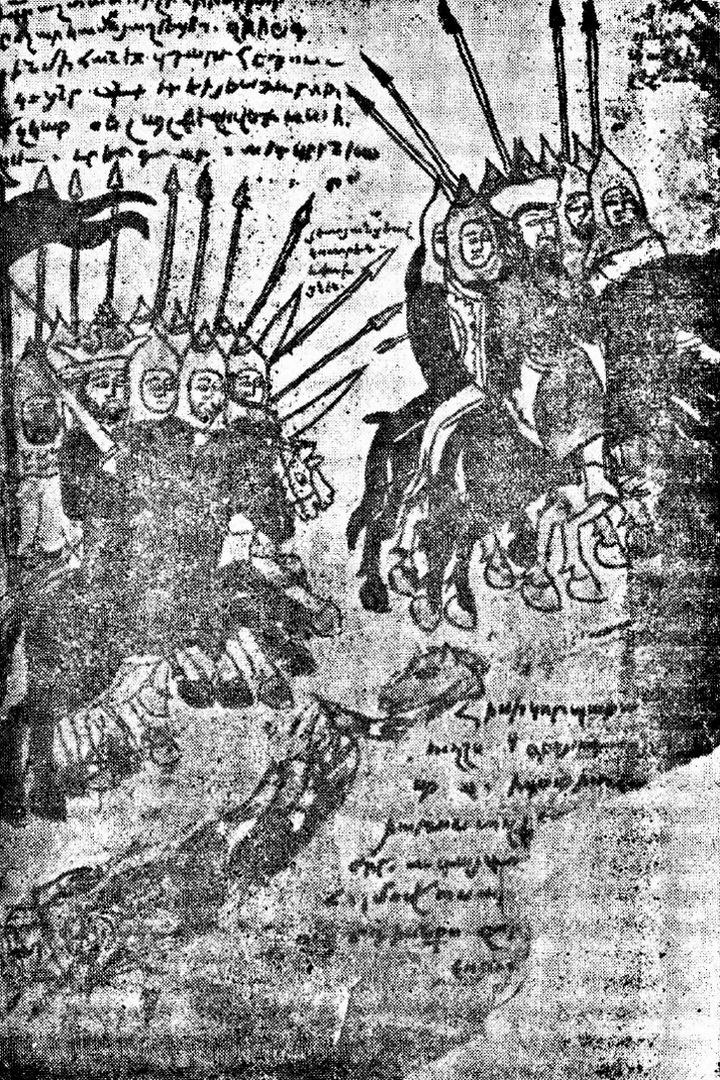
Поход албанского войска против варварских кочевых племен

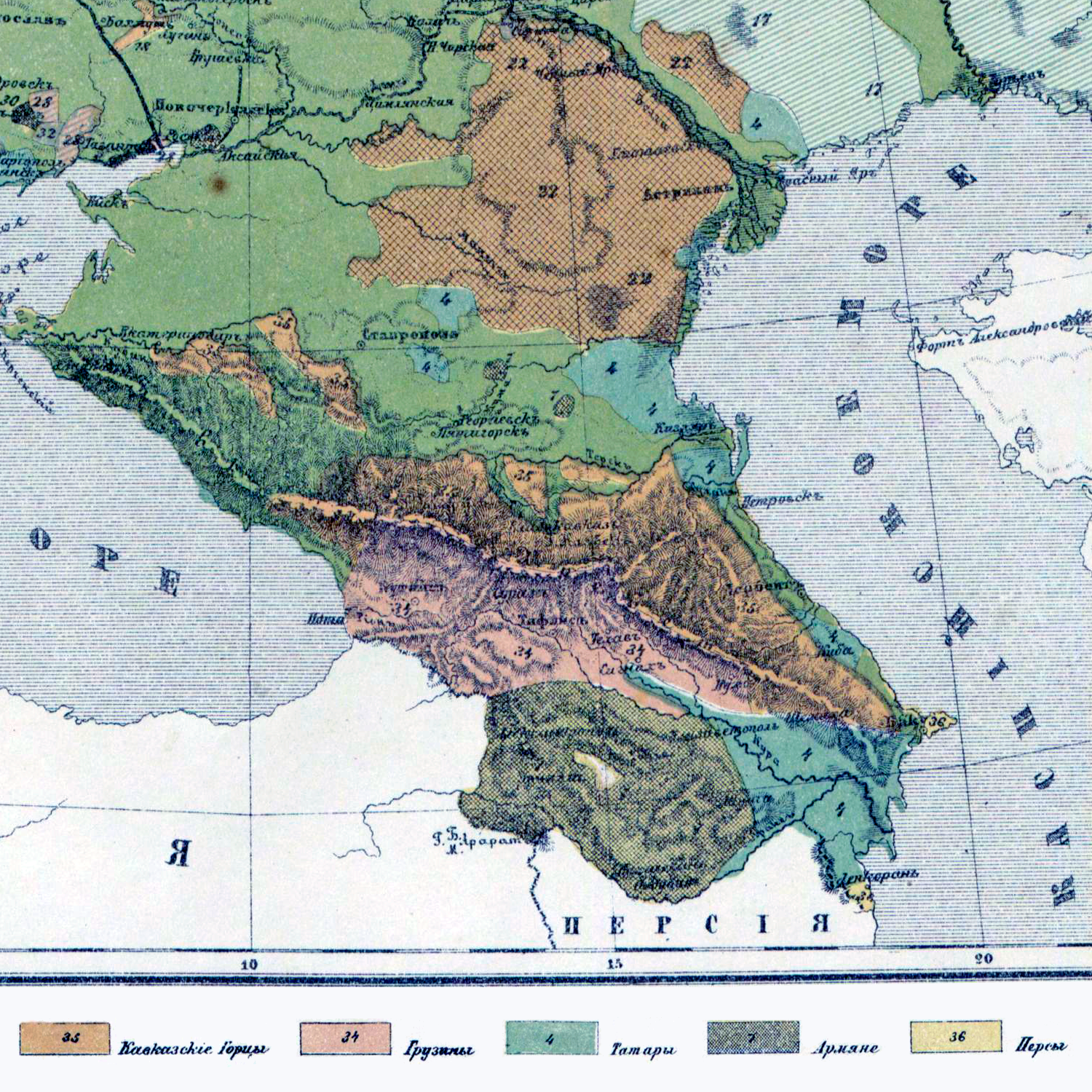
Этнографическая карта Кавказа, опубликованная в Атласе Ильина в 1871 году, демонстрирует, что к концу XIX века северные территории современного Азербайджана вплоть до города Баку оставались населёнными представителями кавказских, в частности южно-дагестанских, народов, включая рутулов.

По мнению Роберта Хьюсена, албанские племена были в основном автохтонного кавказского происхождения, но он не уверен, что это относится ко всем 26 племенам.
Археологические находки в местах расселения рутульцев обнаруживают схожесть с культурой Закавказья времён Албании. Так, трёхъярусные могильники, типа каменных ящиков, вскрытые в рутульском с. Хнов, довольно близки к погребениям в Мингечауре. Найденные в одной из них ажурные бронзовые браслеты аналогичны браслетам верхнего слоя третьего погребения Мингечаура.
Христианство получило распространение среди ряда народов Кавказской Албании начиная с IV века н. э., после его официального принятия царём Урнайром в 313 году. Среди народов, раннее других принявших христианство, выделяются рутулы. Согласно историческим источникам, уже в 90 году н. э. в рутульском селении Киш христианским проповедником Елисеем была основана первая христианская церковь на территории Кавказской Албании.

### Средние века
Согласно преданию, Рутул образовался из 7 мелких сёл, Шиназ — из 5 сёл (или из 6), Хнов из 5, Борч из 4, Лучек из 4, Мюхрек из 3. Достоверность этих преданий определяется тем, что сохранились не только развалины родовых поселений но и их названия в топонимике рутулов. Лавров полагает, что селение Рутул существует давно. На одной из его улиц им было обнаружено cелище, возникшее ещё до VIII века. Упоминание Рутула встречается в старинной рукописи «Ахты-наме», где говорится, что во время войны с хазарами ахтынский правитель Дервишан призвал на помощь «храбрых воинов Рутула, Дженика и Руфука». Первые же письменные сведения о местах проживания рутульцев обнаруживаются в трудах средневековых авторов. Так, арабский космограф XIII века Закария аль-Казвини упоминает рутульское селение Шиназ. Он писал:

Шинас — городок в стране Лакзан., на склоне высокой горы. К нему нет другой дороги, кроме как через вершину горы… Выращивают они сорт злака, называемый с-л-т, и немного горных яблок. Жители его добрые, благожелательные и гостеприимные к бедным и приветливые к чужеземцам. Занимаются они изготовлением вооружения, например панцирей, кольчуг и других видов оружия.

Труды арабских историков и географов IX—X вв. дают большой перечень этнографических территорий и владений на территории Кавказа, среди которых упоминается в том числе Лакз. Согласно арабским географам, население области Самур, находившейся на территории бывшей Кавказской Албании, отличалось многочисленностью и воинственностью.
В XIII веке, во времена монгольского нашествия, Рутулу и Цахуру удалось избежать зависимости от Золотой Орды и образовать два крупных общинных союза.
«Хновская рать», то есть ополчение рутульцев из селения Хнов упоминается в 1598 году, в числе союзников тарковского шамхала. Литературные источники свидетельствуют о существовании Хнова примерно с 1560 года. Первое документальное упоминание о селе Кича датируется 1838 годом, Борч — 1817, Кина — 1835, Джилихур — 1838, Кала — 1848, Хнюх, Уна, Вруш и Пилек — 1856 годом.
Образовавшееся в конце XV — начале XVI в. государство Сефевидов включило в свой состав также земли Ширвана, на которых проживали рутулы и другие народы. Предшественники Сефевидов правители Ширвана и Ак-Коюнлу были суннитами. Сефевиды, в свою очередь, выступали под лозунгом шиизма.
Султан Искендер Кара-Койюнлу хотел подчинить себе всю территорию государства ширваншахов, и воевал против ширваншаха Халилуллы I. По сообщению от Фомы Мецопского, Искендер Кара-Коюнлу «…собрал войско и выступил в поход на город Шемаху и его область…». После взятия Шемахи, он направился к границам Илисуйского султанства. Цахуры, по-видимому находившиеся в этот период в сфере влияния государства ширваншахов, выступили в этом сражении на стороне ширваншаха Халилуллаха I.

### XV век
В 1432 году жители Рутула совместно с войсками султана Искандера Кара-Коюнлу совершили нападение на Цахур, но оно было отбито жителями Цахура. Однако уже в 1495—1496 гг. рутульцы с цахурами воевали против лезгинского селения Хрюг, поддержанного другим лезгинским селением — Ахты.

### XVI век
В 1536—1537 гг. рутульцы и кумухцы напали и сожгли Ахты, являвшееся опорным пунктом ширваншахской власти. В 1540—1541 гг. когда в Ширване утвердилась власть сефевидов Ирана, рутульцы и кумухцы совершили новое нападение на Ахты и снова сожгли его. После этого ахтынцы, привыкшие поддерживать свою значимость при помощи столицы ширваншахов — Шемахи, ставшей с 1538 г. местопребыванием беглярбеков Ширвана, — обратились за помощью к новой власти, в лице беглярбека Алхас-мирзы Сефевида. Алхас-мирза, действуя в интересах Ирана, желавшего закрепиться на суннитской территории, организовал нападение на Рутул. Дербентские войска во главе с Алхас-мирзой напали на Рутул. В результате, Рутул, находившийся в союзе с Кумухом, был сожжён в 1541—1542 гг. кызылбашско-ахтынским войском. Алхас-мирза являлся представителем властей Ирана на Северо-восточном Кавказе, правителем сефевидского уезда, имевшего своим центром г. Дербент. Вслед за этим, рутульцы в 1542—1543 гг. вместе с кубинцами снова сожгли Ахты. В 1555 г. рутульцы (из сёл Рутул, Хнов) и цахурцы предприняли поход на Кахетию и вынудили грузин переселиться за р. Алазань. Сохранилось предание о борьбе рутульского с. Ихрек с ныне несуществующим с. Харыца.
На территории современного Азербайджана находятся древнейшие, исторически сложившиеся рутульские поселения возрастом более 1500 лет. В последующее периоды времени происходила частичная реэмиграция: в XVII веке, в период Сефевидского государства, рутульцы из села Борч частично переселились на равнины Шекинского государства (север современного Азербайджана) и основали там поселение Шин.

### XVIII век
Первое упоминание о рутулах в русской печати встречается в 1728 году. Иоганн Гербер в своём труде «Описание стран и народов вдоль западного берега Каспийского моря» описывает «Рутульское вольное общество» как независимое объединение.
18 июля 1722 года, Пётр I, воспользовавшись смутой и ослаблением государства Сефевидов, начал поход в Персию. Армия Петра I выступив из Астрахани, захватила прикаспийские территории: Дербент, Баку и прибрежные районы южнее. Началась Русско-персидская война (1722—1723).
В то же время Османская империя также воспользовалась ослаблением Ирана и начала захват западных персидских территорий (включая Тебриз и Хамадан).
Обе державы оказались в Персии и могли вступить в прямое столкновение из-за спорных территорий.
Для предотвращения войны между Россией и Османской империей, 12 (23) июня 1724 года в Стамбуле был подписан так называемый Константинопольский русско-турецкий договор об определении сфер влияния между Россией, Турцией и Ираном на обширном пространстве от Дербента до Астрабада, Гиляна и Ирана.
По условиям Константинопольского договора 1724 года:
- 1) за Россией признавались те области, которые она получила от Персии по Петербургскому договору 1723 года, то есть западное и южное побережье Каспия от Дербента и Баку до Астрабада и Гиляна. Кроме феодальных влияний, находившихся в её подданстве, Россия обретала 2/3 приморской полосы Ширвана и часть земель в верховьях Самура, находящихся под протекцией Сурхая;
- 2) на территории Ширвана с охватом 1/3 части в сторону моря от Шемахи учреждалось особое Шемахинское ханство с признанием верховной власти турецкого султана. Статус этого ханства определялся следующим образом: «Шемаха не будет укреплена и в ней не будет турецкого гарнизона, исключая тот случай, когда владелец тамошний воспротивится власти султана или между жителями произойдет смута; и тогда турецкие войска не прежде перейдут реку Кур, как уведомив о своем движении русских комендантов и по утешении смуты ни один человек из турецкого войска не должен оставаться в Шемахе»[63];
- 3) непосредственно под власть Турции, как подлежащие прямому управлению Портой, отходили Восточная Грузия, Восточная Армения и большинство территорий Азербайджана (Барда, Гумм, Гянджа, Карабах, Керманшах, Марага, Меренд, Нахичевань, Ордубад, Салмас, Тебриз, Урмие, Хамадан и Чорос)[64]. В Дагестане под её властью оказались Рутул, Цахур, Ахты, а также часть кюринских джамаатов, находившихся под покровительством Сурхая;
- 4) территория между новыми границами России и Османской империи оставалась под властью Ирана: она должна была играть роль буфера между двумя империями;
- 5) от имени верховных правителей Турции и России договаривающиеся стороны извещали шаха Тахмаспа, что если он добровольно уступит им вышеназванные территории, то они помогут ему изгнать афганцев и утвердиться у власти в Иране; но если же Тахмасп откажется это сделать, то совместными силами свергнут его с престола и возведут на трон свою креатуру[65].

Гербер пишет про рутулов: «По разграничению земли с турками сии четыре уезда к турецкой стороне надлежат; токмо все пять уездов противятся обеим государствам в подданстве, все заедино вместе стоят и хотят вольными людьми пребывать, как оные всегда бывали, ибо оные ни под каким владением не стояли и для того ныне ещё вольные люди.»
Несмотря на то что Самурская долина, как и весь Южный Дагестан, была объектом частого нападения различных империй, когда вопрос касался вольности и подчинения, то какие бы завоеватели ни приходили, «Оные никогда ни под персидскою, ни под какою другою властию не стояли, и хотя прежде сего султаны дербенские их яко подданными к Персии почесть хотели и к тому принуждать трудились и для того часто великая команда из Дербента посылалась, чтоб их силою под владение привесть, однакож дагистанцы всегда противились и высланных дербенцов кровотекущими головами назад отсылали, и понеже от них прибыли никакой нет, оставлены оные были потому в покое», — писал И. Г. Гербер в 1728 г.
Не исключено, что Рутульское вольное общество существовало и в более раннее время. Сословно-поземельная комиссия оставила сведения о родословной рутульских беков, составленной в 1873 году, согласно которой рутульские беки, начиная с Кази-бека, живут в Рутуле с 1574 года. Согласно Джеймсу Ольсону мощная политическая конфедерация, Рутульский магал, существовала с XVI по XVIII век. У каждого села магала был свой гражданский и военный лидер, который был связан с представителями других сёл. Лидеры сёл во взаимосвязи между собой формировали общую политику.
В 1730-х годах рутульцы вели семилетнюю войну против лезгинского селения Хрюг и помирились с ним в 1739—1740 гг. В 1774—1776 гг. вместе с жителями Ахты они вновь воевали против селения Хрюг. В конце концов рутульцам удалось подчинить Хрюг и вместе с другим лезгинским селением Зрых присоединить к своему магалу. В XVIII веке рутульцы захватили и более удалённые лезгинские селения Кака, Ялах и Луткун, находившиеся до этого в составе Ахтыпаринского магала. Несмотря на это, два рутульских селения (Ихрек и Мюхрек) находились в составе Казикумухского ханства, а село Хнов, после Хновского восстания — вошло в состав Ахтынского района. Также на территории рутулов имеется село Нижний Катрух в котором проживают азербайджанцы. Жители этого села считают себя потомками жителей Ширвана, захваченных в плен рутулами, во время одного из их набегов около 1700 г.
В XVIII веке, жители рутульских селений, в числе других народов Дагестана, оказали сопротивления вторгшимся в регион персидским войскам Надир-шаха. Предания гласят, что отряд Надир-шаха под командованием персидского хана в 1741 году осаждал Рутул, но не смог им овладеть.

### XIX век

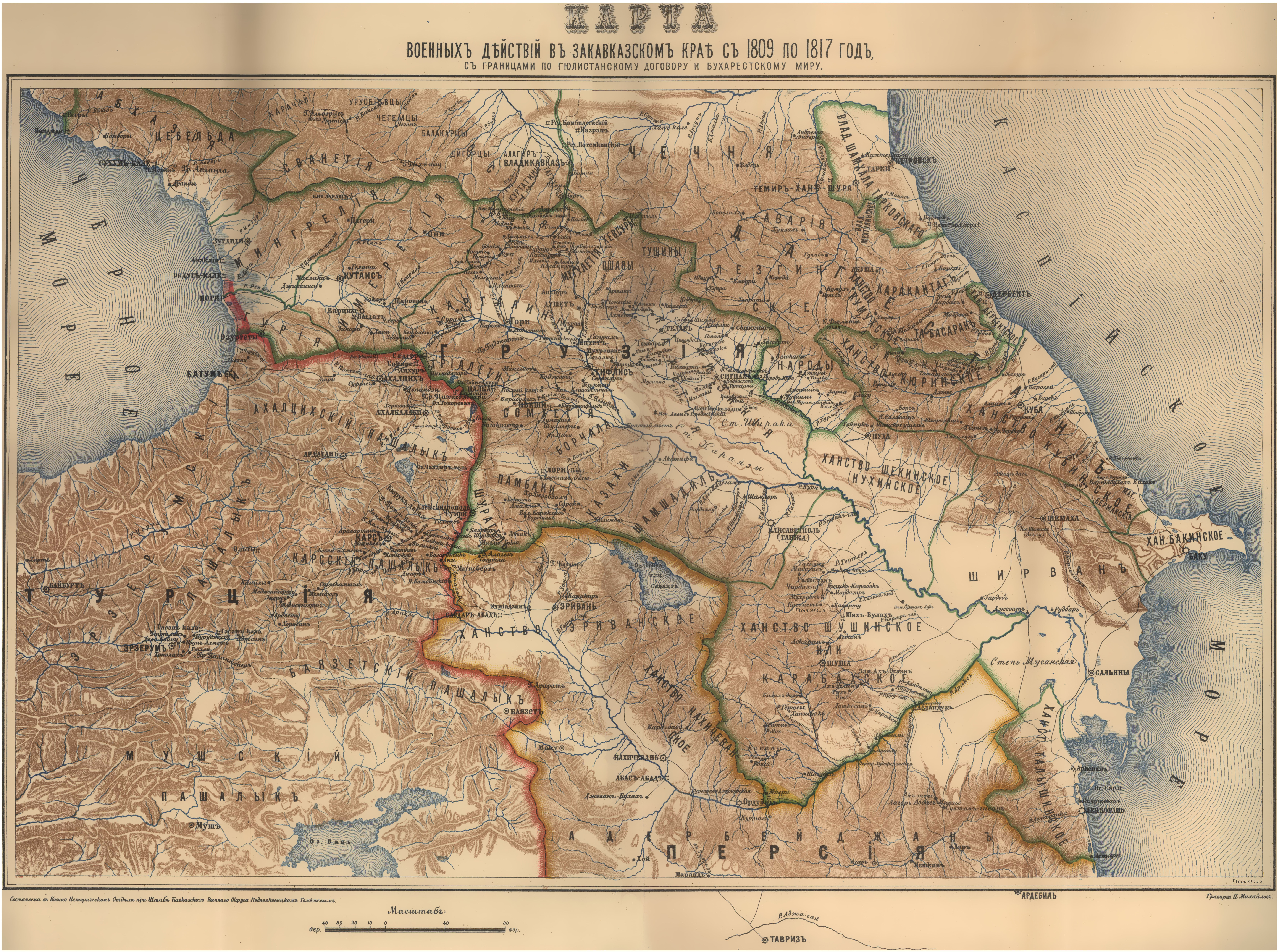
Карта военных действий в Закавказском крае с 1809 по 1817 год, с границами по Гюлистанскому договору и Бухарестскому миру.
(дата созд. карты: до 1902 г.)

#### Русско-Кавказская война
В начале XIX века в регионе начался новый этап Кавказской войны, военной экспансии Российской империи, которой рутульцы оказывали сопротивление.
Согласно российским источникам, в 1820 году рутульцы рассматривались имперской администрацией как зависимые и «должны были платить русским дань, наложенную на 19 деревень в сумме 500 рублей», однако рутульцы не признавали этот статус: они отказались и не платили..

Общество Рутульское имеет достаточно своего хлеба, пастбищных мест и, не нуждающие ни в чём, кроме соли, в доставлении дани не заботятся и на требование отзываются несогласием, существующим между деревнями всего общества.
— Краббе К. К. "Замечание о обществах Ахти, Рутул и прочем" (1835).

Рутульцы доныне не перестают ещё злобствовать и не только сами имеют враждебные замыслы против правительства, но ищут, как распространить их между соседними племенами, злодейски преследуя тех, кто уклоняется от пути беззакония, ими избранного.
— Рапорт от 10.04.1842 за № 357 ген. Головина князю Чернышеву.
В 1838 году Агабек аль-Рутули возглавил масштабное восстание против Российской империи. Вскоре после начала восстания, в 1839 году, Рутульский магал административно был присоединён к Илисуйскому султанату. Борьба продолжалась на протяжении нескольких лет, но к 1844 году восстание было окончательно подавлено, и Российская империя захватила территорию Рутульского магала. В том же 1844 году султан Илисуйского султаната Даниял-бек перешёл на сторону имама Шамиля. В результате султанат был упразднён, а Рутульское вольное общество вместе с землями бывшего султаната были переданы под временное управление Джаро-Белоканского военного округа Российской империи. Рутульский магал и бывший Илисуйский султанат были объединены в единый административный округ — Елисуйский, находящийся под управлением русского офицера. Этот округ был разделён на три «наибства»: Рутульское, Елисуйское и Ингелойское. Во главе каждого из них стоял «наиб», назначаемый начальником Джаро-Белоканского военного округа.
В царский период через территорию расселения рутульцев была проложена дорога, соединившая Рутул с Ахтами и Дербентом.
В российских источниках, до середины XIX века, территория современного Рутульского района именовалась как Лучекское наибство или Лучекский участок (с центром в селе Лучек).

### XX век

#### Советский период
В 1917 году была создана Горская республика, арабский язык был распространён как государственный, на нём велось преподавание в школах. После Октябрьской революции в 1921 году была создана Дагестанская АССР. Рутульцы не признавали советскую власть и вели против неё вооружённое сопротивление. Так, в мае 1930 года в Хнове вспыхнуло антисоветское восстание. Повстанцы овладели другим рутульским селением Борч и двинулись в сторону Рутула, захватив по пути лезгинские селения Гдым и Фий в Ахтынском районе. Против них были брошены части 5-го полка Северо-Кавказской дивизии ОГПУ и отряды красных партизан, жестоко подавивших восстание.
После установления в 1920 году в Дагестане Советской власти произошли значительные изменения в социально-экономической жизни республики, затронувшие общественный уклад жизни его населения, в том числе и рутульского. В советское время все рутульские селения были охвачены сетью начальных и средних школ. При Советской власти возникла рутульская интеллигенция. В Рутульском районе была создана сеть культурно-просветительских учреждений, появились клубы, библиотеки; в самом Рутуле возник Дом культуры с кинотеатром.
Вместе с тем, в проводимой национальной политике имела место и противоположная тенденция. С 1925 года властями была инициирована антиисламская кампания, которая заключалась в закрытии школ, устранении арабского языка и истреблении местных имамов. С этого периода, власть ориентировалась на тюркское население региона, азербайджанский язык становился официальным языком в регионе. Это продолжалось до 1928 года, когда аварский, азербайджанский, даргинский и лезгинский языки были объявлены государственными языками автономии. В конце 1920-х гг. советское правительство решило ассимилировать рутулов и цахуров с азербайджанцами, а агулов отнести к лезгинам. По мнению Джеймса Ольсона, политика культурной манипуляции тогдашней власти привела к росту негодования среди рутульского населения, неприятию русской культуры, многие рутульцы воспротивились процессу слияния с азербайджанцами. Усилившаяся в эти годы ассимиляционная политика властей привела к падению официальной численности рутульцев с 10 500 чел. в 1929 году до 6 700 чел. в 1955 году, после чего численность рутульского население стала расти благодаря естественному приросту населения. По состоянию на 1 января 1989 года 953 рутульца состояли в КПСС (кандидаты и члены партии).

##### Хновское восстание
К 1930 году в Рутульском районе, власти не смогли добиться масштабного закрытия молитвенных зданий. Местные ячейки Союза воинствующих безбожников сообщали в Центральный комитет Махачкалы, что в данных районах «…Работать трудно, нет поддержки из-за полной охваченности населения религиозным фанатизмом».
В 1930-е годы религиозные практики и хранение религиозной литературы подвергались строгому контролю и преследованиям со стороны советских властей. В частности, за хранение дома религиозных книг решением бюро Рутульского райкома партии был исключён из рядов ВКП(б) Кузиев Г.
15 июня 1930 года произошло Хновское восстание, участники которого выступили против коллективизации, раскулачивания, и требовали восстановления шариатских судов. Восстание было подавлено частями НКВД, прибывшими из Ахтов и Шиназа. По делу Хновского восстания было арестовано 350 человек, 53 из них — как руководители и активные участники — осуждены на различные сроки заключения с конфискацией имущества. Непосредственных руководителей восстания, 16 человек во главе с Мусой Ширинбековым приговорили к высшей мере наказания — расстрел с конфискацией имущества. Многие хновцы, которые были обвинены за ту или иную причастность к восстанию, подверглись репрессиям и высылке.

#### Частичная депортация рутулов
В 1936 году после подавление Хновского восстания была произведена частичная депортация рутулов. В соответствии с решением районных троек Ахтынского и Рутульского районов были высланы за пределы республики, участвовавшие в восстании жители Хнова и Борча. Было конфисковано личное имущество участников выступления, баранта и принадлежащие им земли. В период с 1936 по 1938 около 100 человек было осуждено и выслано на Урал, во многих случаях целыми семьями.

#### Вторая Мировая война
В период Второй мировой войны из Рутульского района в ряды Красной армии были направлены, как добровольно, так и по мобилизации, по неполным данным, около 3000 человек. В том числе: из Рутула — более 800 чел., из Ихрека — около 300, из Шиназа — около 250, из Лучека — около 150, из Мюхрека — 72 чел. Более 1000 рутульцев не вернулись с войны, погибнув или пропав без вести на фронтах. За проявленные в боях мужество и отвагу около 300 рутульцев были награждены правительственными наградами. Один из рутульцев — Гасрет Алиев награждён званием Герой Советского Союза.

#### Постсоветский период
Постановлением Государственного Совета Республики Дагестан от 18 октября 2000 года № 191 рутульцы были отнесены к коренным малочисленным народам Республики Дагестан.

## Численность и расселение

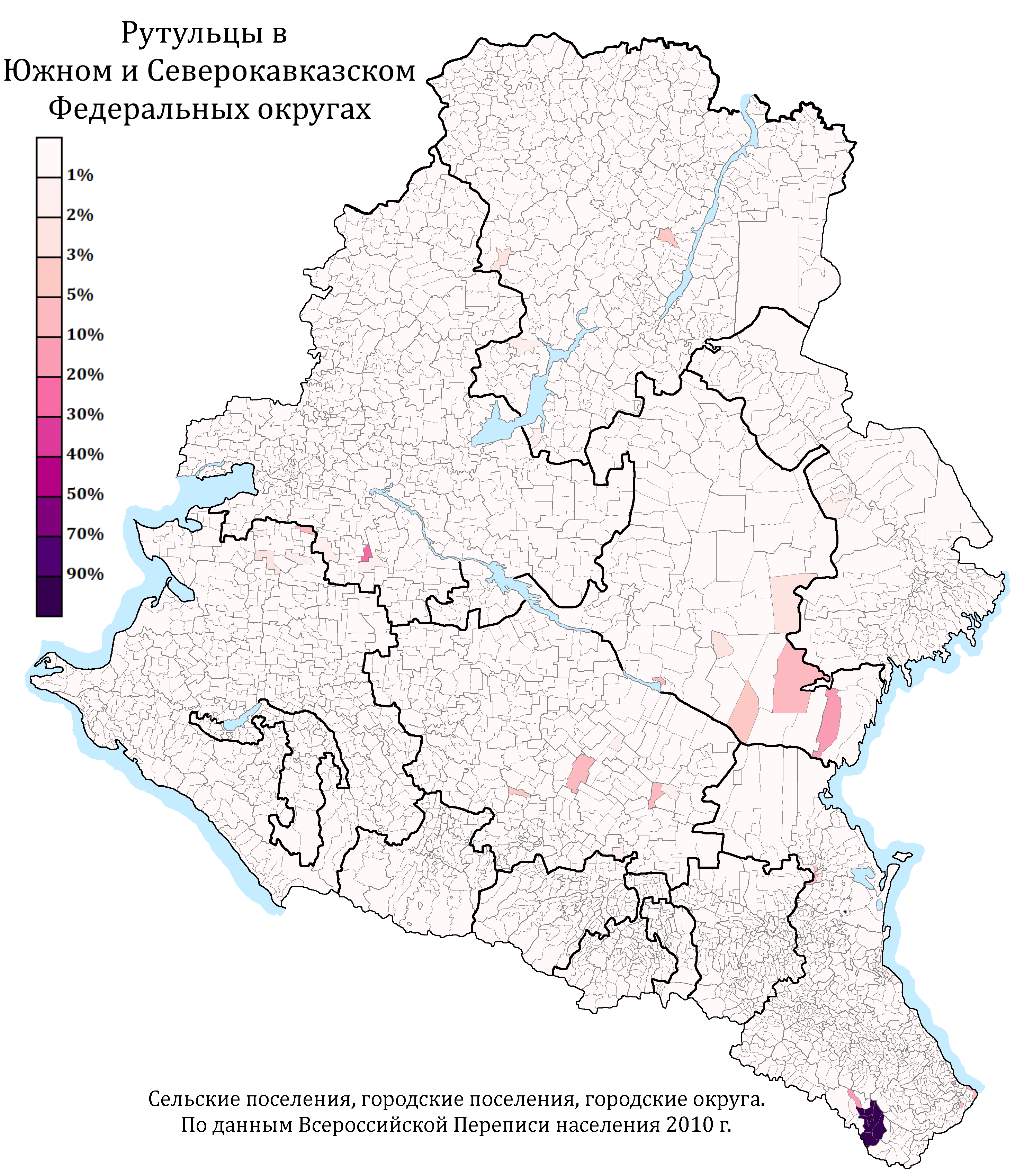
Расселение рутульцев в ЮФО и СКФО по городским и сельским поселениям в %, перепись 2010 г.

Основная численность рутулов проживает в России (Рутульский, Ахтынский, Бабаюртовский, Кизлярский районы Дагестана) и в Азербайджане (Шекинский, Кахский районы).
Основные населённые пункты с рутульским населением расположены в ряде обособленных регионов:

#### Россия
Согласно переписи 2010 года в России проживало 35 240 рутульцев, из которых 27 849 (79 %) в Дагестане.
Городское рутульское население сосредоточено в таких городах, как: Махачкала, Дербент, Каспийск, Кизляр, Хасавюрт и др.
Основные населённые пункты с рутульским населением в различных районах Дагестана:
- Рутульский район: Амсар, Аран, Борч, Вуруш, Джилихур, Ихрек, Кала, Кина, Киче, Куфа, Лучек, Мюхрек, Нацма, Пилек, Рутул, Уна, Фартма, Фучох, Хнюх, Цудик, Чуде, Шиназ;[102][103]
- Ахтынский район: Хнов;[104]
- Кизлярский район: Рыбалко;
- Бабаюртовский район: Новый Борч и близлежащие хутора.

#### Азербайджан
- Шекинский район: Ак-Булах, Дашюз[англ.], Гёйбулак[англ.], Кайнар[105], Шин[англ.], Шорсу[англ.], Хырса.[106][96][97][107][108][109]
- Кахский район: Кахи.
- Горные районы Зангезура на границе Азербайджана и Армении.[110][111]

Городское рутульское население проживает в городах: Шеки (более 10 тыс.), Кахи, Сумгаит, Гянджа, Мингечаур, Баку и в др. Точная численность рутульцев в Азербайджане неизвестна.
В прошлом, значительное число рутульцев проживало в Джаро-белоканской области.

#### Рутульские города и сёла
| Условные обозначения |                      |
|                      | более 5.000 чел.     |
|                      | от 3000 до 5000 чел. |
|                      | от 1000 до 3000 чел. |
|                      | от 500 до 1000 чел.  |
|                      | от 10 до 500 чел.    |
|                      | покинутое село       |

| Дагестан (Кизлярский район) |
| --------------------------- |
| Рыбалко                     |

| Дагестан (Бабаюртовский район) |
| ------------------------------ |
| Новый Борч                     |

| Азербайджан (Гахский район, Шекинский район) |
| --- |
| Айдынбулак Балталы Баш-Кюнгют Гёйбулак Дашюз Зарна Инджа Кайнар Кёбер Зейзид Киш Кюдюрлю Шеки Шин Шорсу Кахи УзюмлюкендАйдынбулаг, Балталы, Баш-Кюнгют, Гёйбулак, Дашюз, Зарна, Инджа, Кайнар, Киш, Кёбер Зейзид, Кюдюрлю, Шеки, Шин, Шорсу, Кахи, Узюмлюкенд. |

Связь между рутульскими селениями, расположенными по обе стороны Главного Кавказского хребта, осуществлялась через горные перевалы, имевшие ключевое значение для культурных, политических и торгово-экономических связей между Дагестаном и Азербайджаном. В конце XIV века ширваншах придавал большое значение обеспечению безопасности маршрутов, проходящих через эти перевалы, что подтверждается данными из «Хроники Махмуда из Хиналуга».
Перевалы, через которые рутулы традиционно пересекают границу и оказываются на территории Северного Азербайджана:
- Рутул — Цайлакан — Борч — Салаватский перевал — Гюкюк — Нуха.
- Лучек — Микик — Мишлеш — Кальял — Диндинский перевал — Мухах — Закатали.
- Хнов — Салаватский перевал — Нуха.
- Кина — Гельмец — Курдул — Билакадинский перевал — Сарыбаш — Кахи.[116][117]

## Демография

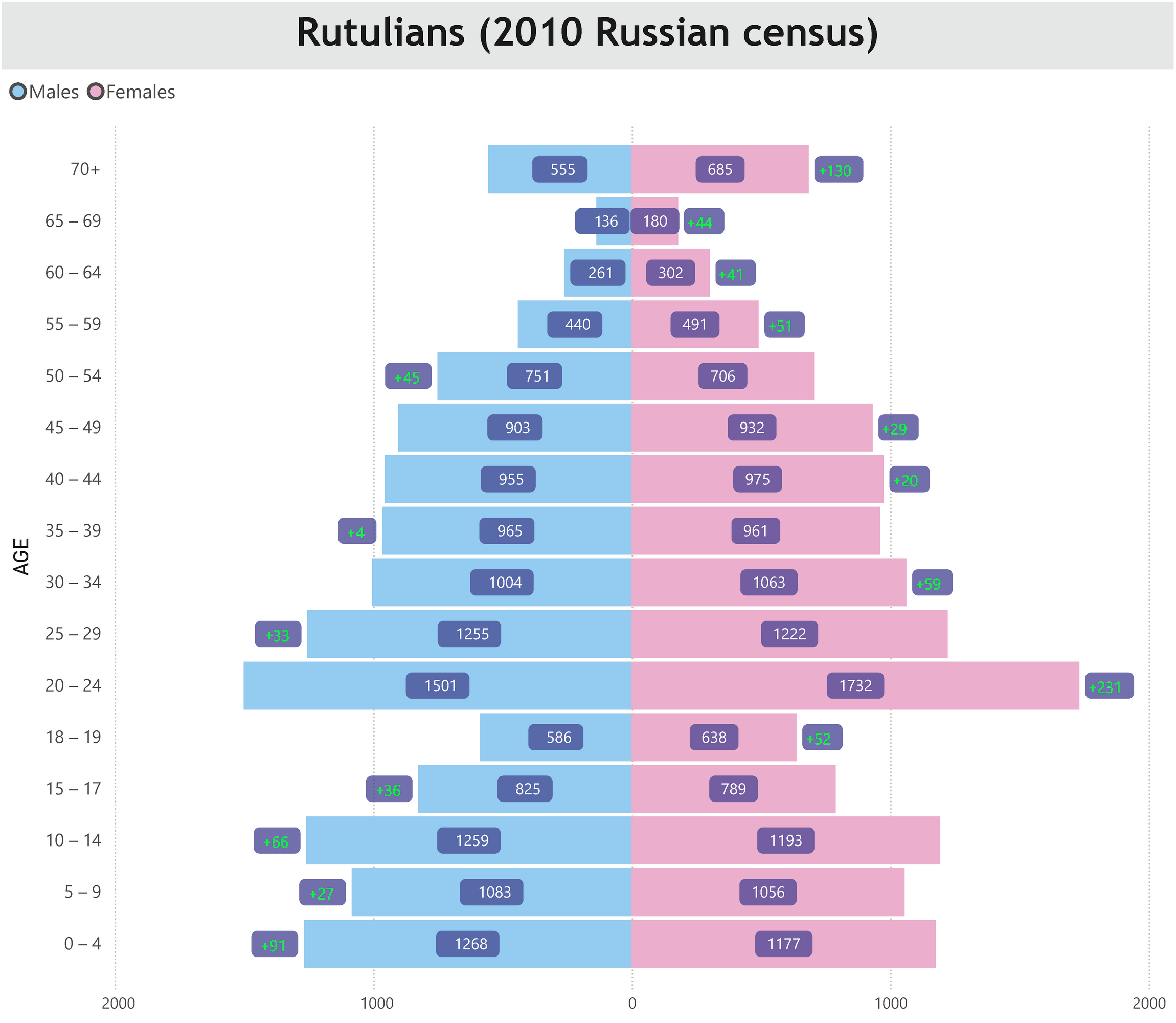
Демографическая пирамида рутульцев в Дагестане (ВПН 2010)

### Численность
Численность рутулов по данным официальных переписей в Российской империи, СССР и России:
| Год  | Численность | Примечание      |
| ---- | ----------- | --------------- |
| 1881 | 12 000      | [ 119 ]         |
| 1886 | 10 000      | [ 120 ] [ 111 ] |
| 1888 | 12 000      | [ 121 ] [ 111 ] |
| 1890 | 13 062      | [ 122 ] [ 111 ] |
| 1924 | 10 356      | [ 123 ] [ 111 ] |
| 1926 | 10 496      | [ 124 ]         |
| 1939 | —           | [ 125 ]         |
| 1959 | 6 732       | [ 85 ] [ 126 ]  |
| 1970 | 12 071      |                 |
| 1979 | 15 032      |                 |
| 1989 | 20 388      |                 |
| 2002 | 30 000      |                 |
| 2010 | 35 250      |                 |
| 2020 | 34 250      | [ 127 ]         |

По данным переписи 2021 года численность рутульцев в России — 34 250 человек. По данным переписи 2010 года — 35 250 человек.
Согласно данным переписи 1989 года, число рутульцев в Азербайджане составляло 336 человек. По мнению лингвиста Г. Х. Ибрагимова, данные переписей населения СССР значительно занижали численность рутульцев. В частности, по его оценке, в 1989 году только в Азербайджане проживало свыше 20 000 рутульцев. Согласно его подсчётам, реальное число рутульцев в 1950-е годы составляло около 20 000 человек, в 1970-е — около 40 000 человек, в 1990-е — около 60 000 человек. Корректная оценка современной численности рутульцев в Азербайджане затруднена ввиду того, что при переписи их включают в категорию «другие народы» или же учитывают как лезгин или азербайджанцев.
К снижению численности рутульцев на Кавказе привели потери в ходе Кавказской войны (1817—1864 годы), а также последующее переселение части населения в Сирию, Турцию и другие страны.

## Генетика
| Условные обозначения |
| --- |
| AB — абазины, ABK — абхазы, AR — армяне, AZ — азербайджанцы, CH — чеченцы, DA — даргинцы, GE — грузины, IN — ингуши, K — грузины (п. Казбеги), KA — кабардинцы, LE_AZ — лезгины (из Азербайджана), LE_DAG — лезгины (из Дагестана), OS — осетины (Ю. Осетия), OS_A — осетины (г. Ардон), OS_D — осетины (г. Дигора), RU — рутулы, SV — сваны, TUR — турки, IR_I — иранцы (г. Исфахан), IR_T — иранцы (г. Тегеран) |

Распределение частот основных гаплогрупп Y-хромосомы у рутулов (%).
| Народ  | n  | E1b1b | F* | G*   | I*  | J1 | J2* | L   | R1a* | R1b* | R2a | T   | Другие          | Примечание        |
| ------ | -- | ----- | -- | ---- | --- | -- | --- | --- | ---- | ---- | --- | --- | --------------- | ----------------- |
| Рутулы | 24 | 0,0   | 58 | 37,5 | 0,0 | 58 | 4,2 | 0,0 | 0,0  | 0,0  | 0,0 | 0,0 | F[xG,I,J2,K]=58 | Nasidze I. (2004) |

Согласно другому генетическому исследованию, среди рутулов преобладают следующие гаплогруппы:
- G2 (G-M201): 14 %
- J1 (J-M267): 63 %
- L (L-M20): 5 %
- R1b: 5 %
- T (T-M184): 7 %

## Язык

### Общие сведения
Говорят на рутульском языке. С близким ему цахурским языком образует рутульско-цахурскую подгруппу самурской (также называемой «лезгинской») ветви нахско-дагестанской семьи.
Существует близкое родство между рутульским, цахурским, крызским и будухским языками и их общность с албанским (гаргарским) языком, обладавшим письменными и литературными традициями в христианской Кавказской Албании.
Сохранившийся общий этнический термин для носителей некоторых языков этой группы, а также близкое родство этих языков дают основание полагать, что некогда эти языки имели общую территорию в Северном Азербайджане (левобережье реки Куры) и Юго-Западном Дагестане. Этот регион составлял значительную часть исторической Кавказской Албании.

Сообщения античных писателей позволяют утверждать, что этническое ядро древней Кавказской Албании было сосредоточено на левобережье Куры. Заслуживают внимание также сообщения арабских авторов об особом языке в Барде: «Язык в Адербейджане, Армении и Арране персидский и арабский, исключая области города Дабиля, вокруг него говорят по-армянски; в стране Берда язык аранский», далее: «Там же (в Андарабе — название местности в одном фарсахе от Берда’а) растёт плод по имени Зукал» (рут., цах. «зукь‘ал» — кизил).
В рутульском языке выделяются четыре основных диалекта: рутульский, шиназский, ихрекско-мюхрекский и борчинско-хновский.
В настоящее время рутульский язык имеет статус одного из государственных языков Республики Дагестан.

### Другие языки
Все рутульцы двуязычны, часть населения владеет тремя и более языками. Довольно широкое распространение среди них получил азербайджанский язык, длительное время являвшийся языком межнационального общения в Южном Дагестане. Ещё в 1950-х гг. Л. И. Лавров отмечал, что рутульцы пользуются родным языком «дома, на работе и на собраниях, но если на собраниях присутствуют люди, не знающие этого языка (лезгины, цахуры и пр.), то ораторы чаще всего говорят по-азербайджански». На этом языке в Рутуле с 1932 года выходила газета «Кызыл чобан» («Красный чобан»), на нём писали рутульские поэты Гезерчи Гаджиев и Джамесеб Саларов. Исследуя лексику по животноводству в рутульском языке, лингвист Ф. И. Гусейнов нашёл в ней много тюркских заимствований.
Русский язык до начала XX века практически не знали. В 1898 году К. Ф. Ган сообщал, что «русского языка никто не знает». К таковым относились даже представители социальной «верхушки», которые чаще остальных имели контакты с представителями царской администрации. Ботаник, профессор Н. И. Кузнецов, побывавший в начале XX века в доме старшины в рутульском с. Шиназ, писал: «Он жал нам руки, что-то быстро говорил по-татарски (по-русски Серкер-Гаджи ничего не понимал, как и все остальные старшины Самурского округа)». Открытие в 1914 году Рутульского одноклассного училища с преподаванием на русском языке, можно полагать, способствовало знакомству с ним части рутульцев. До 1955 года обучение в рутульских школах велось на азербайджанском языке, а с 1955 года, по желанию рутульцев и цахур, занятия стали вестись на русском языке. В 1991—1992 гг. осуществлён перевод начального обучения на рутульский язык.
До Октябрьской революции рутульцы пользовались арабским письмом. На арабской графике в качестве письменного источника известен текст песни на ихрекском диалекте рутульского языка ашуга XVIII века Кюр Раджаба. После установления Советской власти, в рамках языковой политики поднимался вопрос о создании рутульской письменности. В 1930 г., в постановлении 5-й Сессии ЦИК Дагестанской АССР 7-го созыва сказано: «НКПросу и Институту Дагкультуры наметить ряд мероприятий по изучению возможности создания для мелких горских народностей (агульцы, рутульцы, дидоевцы) письменности и учебников на их родных языках», но впоследствии как пишет Лавров «создание рутульской письменности было признано нецелесообразным». Он отмечал, что причинами тому стали «нежелание населения, малая его численность, отсутствие подготовленных кадров и, наконец, почти поголовное знание рутульцами такого развитого языка, как азербайджанский». 10 августа 1990 года вышло Постановление Совета Министров Дагестанской АССР о введении статуса письменности на базе кириллицы (русской графики) для агульского, рутульского и цахурского языков и утверждение алфавитов для этих языков.

### История рутульского языка
Формирование рутульского языка прошло несколько этапов: протокавказский, протодагестанский, гаргарейский и современный. Этот процесс, начавшийся ещё в энеолите, завершился, по мнению Г. М. Мусаева, перед распадом Кавказской Албании. На территориях от гор Табасарана до Арцаха обитали носители лезгинских языков, дифференциировавшиеся в несколько лезгиноязычных этносов. В Средние века тюркоязычные племена появились в регионе, заселив низовья Куры и Аракса и вытеснив лезгиноязычные племена на юг Дагестана и север Азербайджана, в горные долины. В результате рутульцы и цахуры оказались разделены на две группы: одна часть заселила южное подножье Главного Кавказского хребта, а другая — его северный склон. Это разделение привело к формированию двух групп — дагестанских и азербайджанских рутульцев.

## Религия

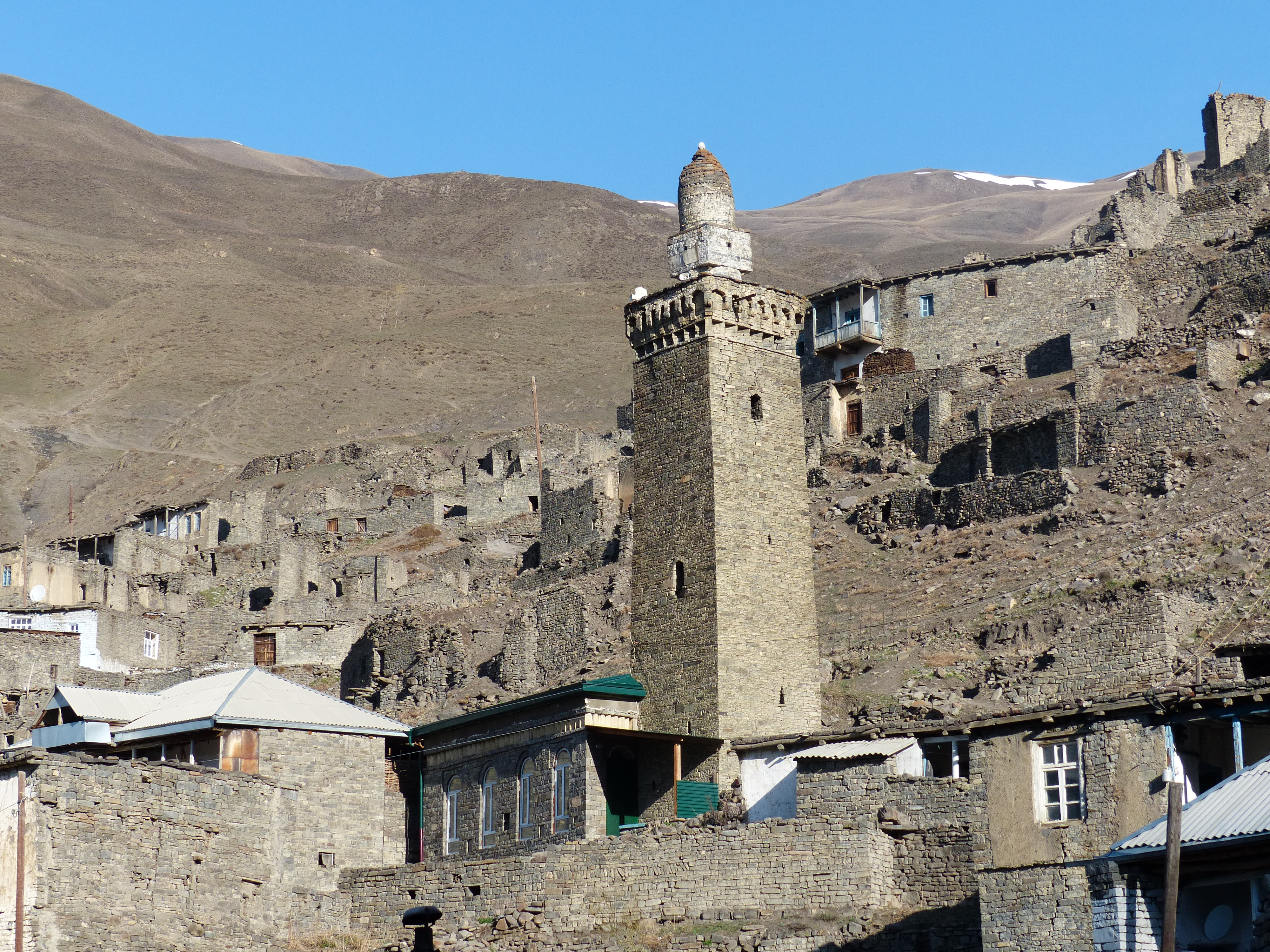
Минарет в с. Шиназ

Верующие рутульцы исповедуют ислам суннитского толка (шафиитский и ханбалитский мазхабы).
По данным источников, рутульцы рано приняли ислам — наиболее ранние попытки арабов утвердиться в Дагестане относятся к VII в., и на территории рутулов они имели наибольший успех. Об этом свидетельствует самый ранний памятник мусульманской культуры на Кавказе — надгробная плита шейха Мухаммада ибн Асада ибн Мугала, погребённого в Хнове в 657 г. н. э.
О ранней исламизации рутулов свидетельствуют и самые ранние в горах Дагестана памятники строительной эпиграфики, найденные в некоторых рутульских сёлах. Это камень в стене мечети селения Лучек, на котором высечен текст хронографа на арабском языке, относящего утверждение ислама здесь к 128 г. хиджры, то есть 745—746 гг..
Другой камень с текстом хронографа сохранился в мечети селения Ихрек, в нём говорится «о восстановлении разрушенной мечети в 407 г. хиджры». Также, имеется надпись о строительстве минарета в Рутуле (ХII — ХIII вв.).
На территории проживания рутулов имеется множество куфических надписей, относящихся к XI—XIII векам.
В старинной рукописи «Ахты-наме» есть предание о том, что в Рутуле, Хнове и Шиназе поселились некоторые из внуков легендарного арабского завоевателя Дагестана Абу Муслима. Арабские надписи, а также факт существования ханаки (суфийской обители) в Рутуле в XII веке, по мнению Лаврова, свидетельствуют о том, что к этому времени ислам уже прочно утвердился среди рутулов.
С проникновением ислама широкое распространение получили арабская письменность и арабская литература, которые способствовали тому, что местные жители стали запечатлевать некоторые исторические сведения в различных хрониках, надгробных плитах, на строительных камнях, сооружаемых в стенах мечетей и минаретов.
В этом отношении особенно отличался Самурский округ, который называли «центральным пунктом арабской колонизации в Дагестане».
Это сказалось на распространении арабских надписей, сделанных куфическим письмом. Лавров называет верховье р. Самур, где проживают рутульцы, «самым богатым на Кавказе районом распространения куфических надписей». Такое обилие куфических надписей на сравнительно небольшой территории, населённой рутульцами, доказывает, что «там [на территории рутульцев] преимущественно и скорее, чем где-либо, принялся и привился арабский элемент, привнесённый туда последователями пророка, что эпохой процветания его должно считать конец XII и начало XIII вв.».
Позиции ислама в Южном Дагестане были особенно прочными. В XIII—XV вв. представители высшего мусульманского духовенства за пределами Дагестана — в Сарае, Бухаре, в Хунлике (совр. Хыналуг) имеют нисбу «ал-Лакзи».
До принятия населением ислама, здесь, очевидно, были распространены другие верования. В районе расселения рутульцев встречаются множество «священных мест» (пиров) и старинные изображения крестов. Согласно преданию, жители Ихрека долго сопротивлялись принятию ислама, а около села Аракул, после появления здесь ислама ещё долгое время продолжало существовать селение Сиях, жители которого исповедовали иудаизм. В 1952 году в местности Рухудъюг, близ Лучека, учёные обнаружили наскальные изображения, сопровождающиеся датами, соответствующие 751—752, 1127, 1165—1166 и 1213—1214 гг. по григорианскому летосчислению, а также были обнаружены обрывки арабских надписей. На рисунках изображены всадники, лучники, люди в высоких шапках, животные (лошади, горные туры), большой парусный корабль с десятком пар вёсел, кресты, тамги и т. д. Лавров пришёл к выводу, что «детальное изображение корабля доказывает связи местного населения с побережьем Каспия, а изображение креста свидетельствует о том, что и после появления арабов часть местного населения продолжала исповедовать христианство, занесённое сюда в доарабскую эпоху».
В настоящее время рутульцы исповедуют ислам. Ислам, среди некоторой части рутульцев, сосуществовал с пережитками древних народных верований. Например, у рутульцев имеются «святилища» — уджагьабыр, которые представляют собой разновидность кавказских пиров. Эти «святилища» встречаются как в рамках общерутульских традиций, так и в контексте местных, внутритухумных практик. Один из старейших пиров — пир XV века в Хнове. Сохранялось поклонение «священным» рощам, горам, источникам, некоторым могилам и местам, связанным с жизнью отдельных «святых». К почитаемым и «священным» относился также огонь. В этом плане примечательно то, что одна из вершин рутулов известна под названием Цайлахан (ЦӀейкьул)), что переводится как «место огня». В соответствии с исламским учением, всё перечисленное (поклонение «священным» местам, обращение с просьбами к умершим «святым» и т. п.) является проявлениями ширка (многобожия).
Лавров Л. И. утверждает, что мечеть в Ихреке, датируемая началом XI в., была построена на месте старой мечети. Арабо-персидская надпись XI—XII вв. зафиксирована и в сел. Кала. Подобные тексты выявлены и в других населенных пунктах этой местности.

## Культура
По материальной и духовной культуре рутульцы близки народам, населяющим верховья реки Самур.

### Общество
Преобладающим у рутульцев был простой (или нуклеарный) тип семьи. В XIX — начале XX веков сохранялись отдельные большие неразделённые отцовские семьи. Наиболее крупной родственной группой был тухум (род) во главе с самым старым его членом. На совете глав отдельных семей тухума решались дела о разделе имущества, договаривались о браках и прочем. По количеству детей, семьи были многодетные.

### Ремёсла и промыслы
Основные занятия — животноводство (отгонное овцеводство и разведение крупного рогатого скота) и пашенное земледелие. Возделываемые культуры — рожь, яровая и озимая пшеница, полба, ячмень, просо. Традиционные домашние промыслы — ковроткачество, сукноделие, производство шерстяной вязаной обуви, войлока, узорчатых носков, керамики без гончарного круга, обработка камня, меди, серебра. Село Шиназ ещё в средневековье славилось своим ремеслом. Шиназские ремесленники изготовляли оружие, кольчуги (рут. дир), панцири (рут. джавашин) и другие виды вооружения.
В хозяйственной системе народов Дагестана XIX века, основанной преимущественно на натуральном производстве, значительное место занимало домашнее изготовление тканей. Эти ткани использовались преимущественно для пошива одежды для семейных нужд, а также частично поступали на продажу. Среди материалов домашнего производства ведущую роль занимало сукно. Немаловажное значение в изготовлении одежды имели и другие женские ремесла. Женщины повсеместно занимались выделкой вязаной обуви. Своим мастерством узорного вязания чулок и носков особенно отличались женщины Южного Дагестана, в частности рутулки.
В XVIII веке у рутульцев было развито ковроделие. Вплоть до XX века Рутул был одним из центров коврового производства в Дагестане. Рутульцы производили различные типы ковров, но в основном — паласы.
В прошлом, в Рутуле и Ихреке было много потомственных строительных мастеров. У рутулов и цахуров, в отличие от других народностей Южного Дагестана, были широко распространены профессии плотников, каменщиков, лудильщиков и строителей. Эти мастера часто уходили на сезонные работы. Немало замечательных сооружений: мостов, домов, арок, выстроили рутульские и цахурские мастера в городах Грузии и Азербайджана. В советский период в Рутуле имелось небольшое число ювелиров-серебрянников.

### Традиционное жилище
Рутульцы строили селения в труднодоступных местах. Частые войны и набеги врагов вынудили рутульцев для усиления обороноспособности возводить крепостные стены, сигнальные и оборонительные башни. Одна из таких башен находилась в селе Уна. Само название этого села происходит от рут. словосочетания «ун 'а» и переводится как «подай сигнал». Эпиграфические памятники свидетельствуют о строительстве крепости в Рутуле в 1284 году.
Дома каменные одноэтажные или двухэтажные с плоской крышей и расположением внизу хлевов, а вверху жилых помещений. По верхней части фасада пролегает узкая терраса, на которую ведёт наружная лестница. Очаги пристенные, напоминающие собой камины, часто украшенные крупным лепным орнаментом.

#### Типы жилища
Традиционные жилища рутульцев:
- наиболее ранний — одноэтажный или приподнятый на высоких каменных столбах однокомнатный дом, стоящий отдельно от хозяйственных построек;
- двухэтажный без двора и надворных построек;
- одноэтажный или двухэтажный дом с небольшим открытым двором, где имеются хозяйственные и подсобные помещения.[180]

### Традиционная одежда
Рутульская традиционная одежда похожа на одежду других народов южного Дагестана.
Одежда мужчин: Верхняя одежда — рубаха туникообразного покроя (рут. ухун) с круглой окантовкой ворота и прямым вертикальным разрезом спереди, штаны с неширокими штанинами (баду), слегка приталенный бешмет (архалук) и черкеска северо-кавказского типа с газырями. Головной убор — папаха из длинноворсной овечьей шкуры (бармак). Обувь — вязаные шерстяные сапоги с загнутыми вверх носками (кямашбыр) и кожаные постолы (келамбы).
Одежда женщин: Верхняя одежда — распашной длинный халат (валжаг). В пограничных с Азербайджаном селениях — короткая, до бёдер, распашная кофта и длинная широкая юбка. Головной убор — мешкообразный платок (къациген) и платок, сложенный треугольником. Обувь — вязаные узорчатые сапоги с загнутым вверх носком. В женской одежде присутствовали серебряные украшения.

### Национальная кухня
Основная пища мучная и мясо-молочная. Выпекался хлеб нескольких видов. Наиболее распространённые блюда: пироги с мясом или травой (гырц), хинкал разных форм и размеров, курзе (гырцбыр), плов, голубцы (дулма), просяная и толоконная каши, макароны домашнего приготовления с высушенным мясом или бараниной (кьинкий).